# Кафуе Гордж Дам
Кафуе Гордж е язовир (на английски: Kafue Gorge Dam, „Кафуе Гордж Дам“) с водноелектрическа централа (Kafue Gorge Upper Power Station, „Горна ВЕЦ на клисурата Кафуе“) на река Кафуе в Замбия.
С построяването на стената (1967-1972) се създава ВЕЦ с мощност 900 MW от 6 турбини по 150 MW.